# Heinz Stieda
Pour les articles homonymes, voir Stieda.
Heinz Stieda (né le 20 mai 1881 et mort le 20 mai 1948 à Hambourg) est un acteur allemand du cinéma muet.

## Filmographie

### Cinéma
- 1918 : Sadja d'Adolf Gärtner et Erik Lund
- 1919 : Die Madonna mit den Lilien
- 1919 : Intoxication (Rausch) : l'Abbé
- 1919 : Staatsanwalt Jordan : Maler Locatu
- 1920 : Das Mädchen aus der Ackerstraße - 2. Teil
- 1920 : Tötendes Schweigen
- 1920 : Verkommen
- 1921 : Der Leidensweg der Inge Krafft : Harry Raden
- 1921 : Hamlet de Svend Gade et Heinz Schall : Horatio
- 1921 : Tobias Buntschuh - Das Drama eines Einsamen : Abgesandte des Stahltrusts
- 1922 : Die fünf Frankfurter : Der Kurfürst von Hessen
- 1922 : Wer wirft den ersten Stein : Baron Bockonski
- 1923 : Rivalen
- 1924 : Im Namen des Königs

### Courts-métrages
- 1918 : Brüder